# دیرمان‌لار
دیرمان‌لار (به لاتین: Dəyirmanlar، تا ۱۹۹۸ میلادی میخائیلوفکا Mixaylovka) یک منطقه مسکونی در جمهوری آذربایجان است که در شهرستان گران‌بوی واقع شده است. دیرمان‌لار ۸۹۷ نفر جمعیت دارد.